# Museo de los Mosaicos
El Museo de los Mosaicos (en búlgaro: Музей на мозайките, Muzey na mozaykite) es un museo ubicado en la ciudad de Devnya, provincia de Varna, en el noreste de Bulgaria. El museo, construido en la parte más alta de una gran villa romana en ruinas que data de la Antigüedad tardía, exhibe mosaicos de la ciudad de Marcianópolis que perteneció a la Antigua Roma y al Imperio bizantino temprano, así como otros artefactos arqueológicos. Es uno de los 100 sitios turísticos nacionales.

## Villa y museo
El museo se fundó como consecuencia de una investigación arqueológica que comenzó en 1976 y que descubrió la casa de Antíope, una villa romana tardía cuyos pisos estaban decorados con mosaicos. La villa fue construida a finales del siglo III o principios del siglo IV d. C., probablemente durante el mandato del emperador romano Constantino el Grande. Se ubicaba en el sitio de edificaciones anteriores que fueron destruidas durante las incursiones de los godos entre 250–251 y fue abandonada en el siglo VII debido a las invasiones de los ávaros y los eslavos.
La villa tiene una forma casi cuadrada, mide 37,15 m × 37,75 m. Cuenta con 21 habitaciones situadas alrededor de un patio interior (atrio) con un pozo; las habitaciones tienen una superficie total de 1409 m². El museo se encuentra en un pequeño parque, con una calzada romana bien conservada cruzando bajo el edificio. Alrededor del museo se encuentran varias murallas que, junto con la villa, constituyen la mayor parte de las ruinas de Marcianópolis. El edificio del museo solo cubre la parte occidental de la villa; su ala oriental y el atrio no están cubiertos. Muchas de las paredes de la villa estaban decoradas con frescos y estuco, mientras que los pisos del pórtico y cinco de las instalaciones estaban cubiertos por mosaicos elaborados. Además de mosaicos, el museo exhibe objetos pertenecientes a la propia villa romana y a la vida de sus habitantes.
El edificio del museo moderno fue construido de acuerdo al diseño del arquitecto Kamen Goranov. Anastas Angelov, curador del museo, criticó la construcción, afirmando que el 90% del peso del edificio lo sostienen las ruinas romanas. A partir de 2008, visibles grietas amenazaban el edificio, que también se hundía debido a las aguas subterráneas. En 2005, el museo fue visitado por una cifra récord de 10 000 personas; en 2006, los visitantes anuales fueron alrededor de 8000. El Museo de los Mosaicos en Devnya ocupa el lugar número 10 entre los 100 sitios turísticos de Bulgaria.

## Mosaicos

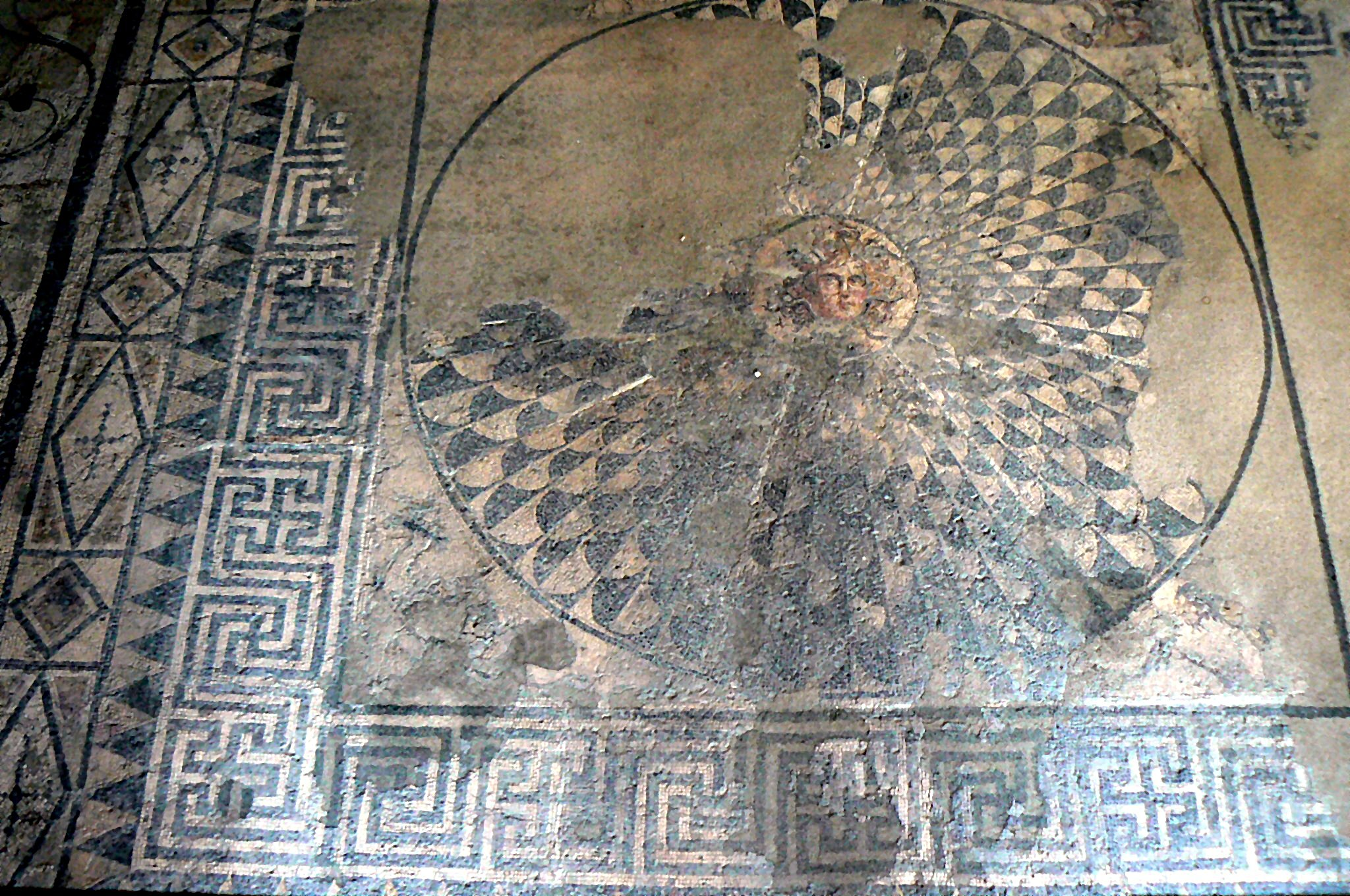
Mosaico de la gorgona Medusa.

Tres de los mosaicos se exhiben in situ y los restantes se han movido de sus ubicaciones originales para ser conservados y restaurados. En su conjunto, los mosaicos fueron elaborados utilizando las técnicas opus tessellatum (teselas alineadas en líneas horizontales o verticales) y opus vermiculatum (teselas alineadas con el fin de dibujar un contorno alrededor de las formas) y están hechos de mármol, arcilla, piedra caliza y vidrio coloreado e incluyen 16 variedades de colores. A pesar de que el cristianismo se extendió durante el reinado de Constantino, los mosaicos de la casa de Antíope tienen motivos exclusivamente paganos. Cuentan con representaciones de personajes de la mitología griega y romana como Zeus y Antíope, Ganimedes y la gorgona Medusa, así como motivos geométricos y florales e imágenes de animales exóticos.
El más conocido de los mosaicos es la representación de Medusa, que cubre el piso del tablinum o la «oficina» del dueño de la casa, que mide 8 m x 8 m. La imagen de la gorgona está rodeada por un escudo geométrico redondeado, el escudo de Atenea. A pesar de la reputación de la Medusa como un monstruo horrible y la presencia de serpientes en lugar de cabello, la imagen en el Museo de los Mosaicos es más bien mansa y no particularmente aterradora. Sin embargo, el papel del mosaico era el de un talismán para proteger el hogar contra las fuerzas del mal. La Medusa se presenta con el rostro girado ligeramente a la derecha, aunque con sus ojos mira fijamente a la izquierda. Se emplearon azulejos de distintos tonos para dar volumen a la imagen.
El mosaico de Zeus y Antíope se encuentra en el piso del cubiculum o habitación de la villa, que mide 5,60 m x 4,40 m. Angelov afirma que la imagen en la casa de Antíope es de las pocas representaciones contemporáneas de ese episodio. Como en la mitología, Zeus es retratado como un joven sátiro que secuestra a Antíope, atraído por su belleza. El mosaico está acompañado por dos inscripciones en griego antiguo, que etiquetan explícitamente a los personajes como ΣΑΤΥΡΟΣ (sátiro) y ΑΝΤΙΟΠΗ (Antíope).
Entre los otros mosaicos de la villa está el que cubre el oecus, que representa la historia de Ganimedes, que es transportado al Olimpo por Zeus transformado en águila; el mosaico que representa las estaciones, localizado en los apartamentos de las mujeres y que está gravemente dañado, cuenta con imágenes de animales, motivos geométricos y personificaciones de las cuatro estaciones, de las cuales se conserva el otoño; y el mosaico geométrico de volutas de Panonia, que fue trasladado al museo de otro edificio en ruinas de Marcianópolis.